# محمد بن حمزة الفناري
محمد بن حمزة بن محمد الفَنّاري الرومي (751 هـ / 1350م - رجب 835 هـ / 15 مارس 1431م)، ويُعرف أيضا باسم «شمس الدين فناري» أو «شمس الدين الفناري»، عالم مسلم تركي وقاض ومفسر وعالم بالمنطق والأصول ومن فقهاء الحنفية وشيخ الإسلام في العهد العثماني الأول. ولد في فنار ونشأ وتعلم بها. ثم رحل إلى مصر 1376م فأخذ عن بعض علمائها منهم أكمل الدين البابرتي. ولي قضاء بورصة واشتهر عند السلطان بايزيد الأول وحج مرتين، زار في الأولى مصر سنة 1419م والثانية سنة 1429م وتوفي بعد عودته من الحج. له من مؤلفات «عين الأعيان في تفسير القرآن» و«الفوائد الفنارية» و«مصباح الأُنس» وعويصات الأفكار و«فصول البدائع في أصول الشرائع».

## سيرته
هو محمد بن حمزة بن محمد، شمس الدين الفنّاري الرومي، ولد سنة 751 هـ/ 1350 م في فنار أو بورصة. تعلم في بلده ثم رحل إلى مصر سنة 778 هـ فأخذ عن بعض علمائها منهم أكمل الدين البابرتي. وعاد فولي قضاء بروسة (بورصة). ثم تحول إلى قونية وأقام بها إلى أن ألحقت بالبلاد العثمانية سنة 793 هـ فعاد إلى بروسه وولي قضاء المملكة العثمانية واشتهر عند السلطان بايزيد الأول واشتهر ذكره. حج سنة 822 هـ وعاد إلى بيت المقدس فاستدعاه الملك المؤيد شيخ المحمودي ليستفهمه عن أحوال البلاد الرومية فدخل القاهرة في 4 صفر 823 هـ، فأكرمه السلطان وأمر رجال الدولة بإكرامه. ثم حج سنة 833 هـ. توفي بعد عودته من الحج في سنة 13 رجب 835 هـ/ 15 مارس 1431 م.

## قصته معصمونجي بابا
حامد آقصرايلي (731 هـ/1331م - 814 هـ - 1412م) ويعرف بلقب صمونجي بابا، عالم مسلم زاهد عاش في الدولة العثمانية في القرن الثامن الهجري.
بعد اكتمال بناء «مسجد أولو جامع» حضر السلطان بايزيد الأول إليه في يوم الجمعة ثم التفت إلى العالم الشيخ ”أمير سلطان” وكلفه بإلقاء الخطبة. وقف الشيخ «أمير سلطان» قرب المنبر يفتش عن العالم الزاهد «صمونجي بابا»، ثم قال وهو يشير إليه: «ليس في هذا الجامع من هو أحق من هذا الرجل من إلقاء هذه الخطبة».
قام «صمونجي بابا» مضطراً وصعد إلى المنبر وبعد أن حمد الله، قرأ سورة الفاتحة وبدأ بتفسير معانيها الكبيرة من سبعة وجوه، وكان تفسيراً رائعاً أخذ بمجامع قلوب الحاضرين.
كان الشيخ "شمس الدين فناري" قاضي بورصة حاضراً وسمع هذه الخطبة، فقال فيما بعد لأصدقائه: "لقد شاهدنا هذا الرجل وتبحره في العلم والتفسير، فالتفسير الأول للفاتحة فهمه الجميع، والتفسير الثاني فهمه البعض، والتفسير الثالث فهمه القلّة والخواص فقط، أما التفسير الرابع والخامس والسادس والسابع فقد كان فوق طاقة إدراكنا.
وبعد افتتاح الجامع رحل «صمونجي بابا» إلى مدينة أخرى لا يعرفه الناس فيها.

## قصته مع السلطانبايزيد الأول
اقتضى الأمر يومًا حضور السلطان بايزيد الأول الملقب ب (الصاعقة).. الفاتح الكبير.. فاتح بلاد (البلغار) و (البوسنة) و (سلانيك) و (ألبانيا).. السلطان الذي سجل انتصاراً ساحقاً على الجيوش الصليبية، للإدلاء بشهادته أمام القاضي شمس الدين فناري، فدخل السلطان المحكمة، ووقف أمام القاضي كأي شاهد عادي، ورفع القاضي بصره إل ى السلطان بنظرات حادة، ثم قال له: لا يمكن قبول شهادتك!! فأنت لم تشهد صلاة الجماعة، ومن لا يشهد صلاة الجماعة دون عذر شرعي لا تُقبل شهادته.
لم يقل السلطان بايزيد الأول شيئًا، بل استدار وخرج من المحكمة بكل هدوء، وأصدر في اليوم نفسه أمرًا ببناء جامع بجوار قصره، وعندما تم تشييد الجامع، بدأ السلطان يؤدي صلواته في جماعة.
هذا ما سجله المؤرخ التركي (عثمان نزار) في كتابه (حديقة السلاطين).

## قبره
يوجد قبر الملا شمس الدين فناري في «محلّة ملا فناري» بحي «عثمان غازي» في مدينة بورصة، بتركيا.

## مؤلفاته
- عين الأعيان في تفسير القرآن، وهو تفسير الفاتحة طبع في الآستانة سنة 1325 هـ/ 1907 م.
- شرح إيساغوجي، في المنطق.
- عويصات الأفكار، رسالة في العلوم العقلية.
- فصول البدائع في أصول الشرائع، في أصول الفقه.
- أنموذج العلوم، رسالة أتى فِيهَا بمسائل من مائَة فن وَأورد عَلَيْهَا إشكالات.
- شرح الفرائض السراجية.
- تفسير الفاتحة.
- أساس التصريف.
- أسماء الفنون.
- رسالة رجال الغيب.
- رسالة في مناقب الشيخ بديع الدين نقشبندي.
- شرح تلخيص الجامع الكبير، في الفقه.
- شرح تلخيص المفتاح.

## وصلات خارجية
- قبر الملا فناري في بورصة بتركيا.